# Landébia
Landébia település Franciaországban, Côtes-d’Armor megyében. Lakosainak száma 442 fő (2022. január 1.). Landébia Hénanbihen, Plédéliac, Pléven, Pluduno, Saint-Denoual és Saint-Pôtan községekkel határos.

## Népesség
A település népességének változása:
| Lakosok száma | 357  | 486  | 447  | 426  | 492  | 492  | 481  | 459  | 454  | 442  |
|               | 1968 | 1982 | 1990 | 2006 | 2013 | 2015 | 2017 | 2019 | 2020 | 2022 |